# Emil Gilels
Emil Grigorievici Gilels (Rusă: Эми́ль Григо́рьевич Ги́лельс; n. 6/19 octombrie 1916, Odessa, Imperiul Rus – d. 14 octombrie 1985, Moscova, RSFS Rusă, URSS) a fost un pianist rus evreu, născut în Ucraina, unul dintre cei mai mari pianiști ai secolului al XX-lea.